# Victor Samuel Summerhayes
Victor Samuel Summerhayes (21 febbraio 1897 – 27 dicembre 1974) è stato un botanico britannico.
Dal 1924 al 1964 ha curato l'erbario delle orchidee dei Kew Gardens di Londra.
Nel corso della sua carriera ha descritto numerose nuove specie di orchidee (Aerangis spp., Ancistrorhynchus spp., Angraecopsis spp., Angraecum spp.,   Bulbophyllum spp., Dactylorhiza spp., Dendrobium spp., Ephemerantha spp., Epigeneium spp., Habenaria spp., Liparis spp., Malaxis spp., etc.)
Al suo nome è dedicato il  genere Summerhayesia.

## Opere
- A revision of the Australian species of Frankenia Summerhayes, V.S. The Journal of the Linnean Society of London (1930).
- An enumeration of the Angiosperms of the Seychelles Archipelago Summerhayes, V.S. London, Linnean Society (1931).
- Suggestion for a vegetation survey of Wimbledon Common Summerhayes, V.S. (1933).
- Vegetation after draining Summerhayes, V.S. and W.B.Turril, Nature. (1948).
- Wild Orchids of Britain Summerhayes, V.S. Collins, London.(1951).
- New orchids from Africa. Summerhayes, V.S. Bot. Mus. Leafl. Harv. Univ. (1951).
- Flora of West Tropical Africa  Summerhayes, V.S. Crown Agents, London (1968).